# Scott H. Reiniger
Skulpturen Greta Garbo återfinns på Greta Garbo (konstverk)
Scott Hale Reiniger, Prins i Ghor född i White Plains, New York, är en amerikansk skådespelare.
Reiniger är främst känd som Roger DeMarco i filmen Dawn of the Dead från 1978.
Han är grundare av Invision, ett företag som coachar blivande skådespelare.